# Ronde van Duitsland 1927
De Grote Opelprijs van Duitsland 1927 was de derde editie van de Ronde van Duitsland. Adolf Huschke won de vorige editie in 1922, maar overleed in augustus 1923, waardoor hij zijn titel niet kon verdedigen. De Duitser Rudolf Wolke was deze editie oppermachtig en won vijf etappes en het eindklassement. Hij won uiteindelijk met een voorsprong van meer dan een half uur op Erich Reim.

## Etappenschema
| Etappe | Datum        | Start – Finish             | km        | Etappewinnaar  | Klassementsleider |
| ------ | ------------ | -------------------------- | --------- | -------------- | ----------------- |
| 1      | 3 april      | Berlijn – Glogau           | 230       | Willi Meyer    | Willi Meyer       |
| 2      | 10 april     | Glogau – Breslau           | 248       | Rudolf Wolke   | Willi Meyer       |
| 3      | 18 april     | Breslau – Görlitz          | 272,9     | Rudolf Wolke   | Rudolf Wolke      |
| 4      | 1 mei        | Görlitz – Leipzig          | 235       | Otto Gugau     | Rudolf Wolke      |
| 5      | 26 mei       | Leipzig – Bayreuth         | 243 (ITT) | Josef Zind     | Rudolf Wolke      |
| 6      | 5 juni       | Bayreuth – Neurenberg      | 251       | Otto Gugau     | Rudolf Wolke      |
| 7      | 6 juni       | Neurenberg – München       | 280       | Bruno Wolke    | Rudolf Wolke      |
| 8      | 19 juni      | München – Stuttgart        | 295       | Richard Rösch  | Rudolf Wolke      |
| 9      | 31 juli      | Stuttgart – Mainz          | 217,3     | Rudolf Wolke   | Rudolf Wolke      |
| 10     | 7 augustus   | Mainz – Dortmund           | 310       | Karl Tschudi   | Rudolf Wolke      |
| 11     | 11 september | Dortmund – Hannover        | 258,3     | Richard Rösch  | Rudolf Wolke      |
| 12     | 18 september | Hannover – Hamburg         | 218,3     | Rudolf Wolke   | Rudolf Wolke      |
| 13     | 25 september | Hamburg – Maagdenburg      | 295       | Kurt Stöpel    | Rudolf Wolke      |
| 14     | 2 oktober    | Maagdenburg – Kassel       | 284,1     | Alfred Schmidt | Rudolf Wolke      |
| 15     | 9 oktober    | Kassel – Frankfurt am Main | 242,2     | Rudolf Wolke   | Rudolf Wolke      |

## Eindklassement
|   | Renner        | Tijd         |
| - | ------------- | ------------ |
| 1 | Rudolf Wolke  | 133h 33' 38" |
| 2 | Erich Reim    | + 30' 11"    |
| 3 | Richard Rösch | + 58' 30"    |